# توماس أوتو بيشوب
توماس أوتو بيشوب (بالإنجليزية: Thomas Otto Bishop)‏ هو سياسي نيوزلندي، ولد في 1877، وتوفي في 1 مايو 1952 في لور هوت في نيوزيلندا. حزبياً، نشط في الحزب الوطني في نيوزيلندا.